# Världsmästerskapen i skidskytte 2025
Världsmästerskapen i skidskytte 2025 avgjordes mellan den 12 och 23 februari 2025 i Lenzerheide i Schweiz.
Mästerskapen omfattade totalt tolv olika skidskyttetävlingar: sprint, jaktstart, distans, masstart och stafett för damer respektive herrar, samt mixed- och singelmixedstafett.

## Program
Alla tider är lokala (UTC+1).
| Datum       | Tid   | Gren                            |
| ----------- | ----- | ------------------------------- |
| 12 februari | 14:30 | Mixedstafett                    |
| 14 februari | 15:05 | Damernas sprint (7,5 km)        |
| 15 februari | 15:05 | Herrarnas sprint (10 km)        |
| 16 februari | 12:05 | Damernas jaktstart (10 km)      |
| 16 februari | 15:05 | Herrarnas jaktstart (12,5 km)   |
| 18 februari | 15:05 | Damernas distans (15 km)        |
| 19 februari | 15:05 | Herrarnas distans (20 km)       |
| 20 februari | 16:05 | Singelmixedstafett (6 + 7,5 km) |
| 22 februari | 12:05 | Damernas stafett (4 × 6 km)     |
| 22 februari | 15:05 | Herrarnas stafett (4 × 7,5 km)  |
| 23 februari | 13:45 | Damernas masstart (12,5 km)     |
| 23 februari | 16:05 | Herrarnas masstart (15 km)      |

## Medaljörer

### Damer
| Gren               | Guld                                                                         | Guld                                                      | Silver                                                                                  | Silver                                                    | Brons                                                           | Brons                                                     |
| Sprint (7,5 km)    | Justine Braisaz-Bouchet · Frankrike                                          | 22.08,7 (1+0)                                             | Franziska Preuß · Tyskland                                                              | 22.18,5 (0+1)                                             | Suvi Minkkinen · Finland                                        | 22.18,7 (0+0)                                             |
| Jaktstart (10 km)  | Franziska Preuß · Tyskland                                                   | 26.58,9 (0+0+0+0)                                         | Elvira Öberg · Sverige                                                                  | 27.38,0 (0+0+0+1)                                         | Justine Braisaz-Bouchet · Frankrike                             | 27.39,8 (1+0+1+1)                                         |
| Distans (15 km)    | Julia Simon · Frankrike                                                      | 41.27,7 (0+0+0+1)                                         | Ella Halvarsson · Sverige                                                               | 42.05,5 (0+0+0+0)                                         | Lou Jeanmonnot · Frankrike                                      | 42.06,9 (1+0+0+0)                                         |
| Stafett (4 × 6 km) | Frankrike Lou Jeanmonnot Océane Michelon Justine Braisaz-Bouchet Julia Simon | 1:07.26,5 (0+0) (0+0) (0+0) (0+1) (0+2) (0+1) (0+0) (0+0) | Norge Karoline Knotten Ingrid Landmark Tandrevold Ragnhild Femsteinevik Maren Kirkeeide | 1:08.30,7 (0+0) (0+0) (0+2) (1+3) (0+0) (0+2) (0+0) (0+1) | Sverige Anna Magnusson Ella Halvarsson Hanna Öberg Elvira Öberg | 1:09.11,0 (0+1) (0+0) (0+1) (0+2) (0+0) (0+0) (1+3) (0+1) |
| Masstart (12,5 km) | Elvira Öberg · Sverige                                                       | 40.32,3 (1+1+0+0)                                         | Océane Michelon · Frankrike                                                             | 40.41,7 (1+1+1+0)                                         | Maren Kirkeeide · Norge                                         | 40.48,8 (2+0+1+0)                                         |

### Herrar
| Gren                 | Guld                                                                      | Guld                                          | Silver                                                                    | Silver                                                    | Brons                                                                  | Brons                                                     |
| Sprint (10 km)       | Johannes Thingnes Bø · Norge                                              | 21.56,8 (0+0)                                 | Campbell Wright · USA                                                     | 22.24,5 (0+0)                                             | Quentin Fillon Maillet · Frankrike                                     | 22.33,8 (1+0)                                             |
| Jaktstart (12,5 km)  | Johannes Thingnes Bø · Norge                                              | 32.26,9 (1+0+1+0)                             | Campbell Wright · USA                                                     | 32.35,5 (1+0+0+0)                                         | Éric Perrot · Frankrike                                                | 32.47,7 (0+1+0+0)                                         |
| Distans (20 km)      | Éric Perrot · Frankrike                                                   | 47.58,1 (0+1+0+0)                             | Tommaso Giacomel · Italien                                                | 48.50,5 (0+0+0+1)                                         | Quentin Fillon Maillet · Frankrike                                     | 49.57,6 (2+0+1+0)                                         |
| Stafett (4 × 7,5 km) | Norge Endre Strømsheim Tarjei Bø Sturla Holm Lægreid Johannes Thingnes Bø | 1:18.18,1 (0+2) (0+0) (0+0) (0+2) (0+0) (0+0) | Frankrike Émilien Claude Fabien Claude Éric Perrot Quentin Fillon Maillet | 1:19.00,0 (0+0) (0+1) (0+1) (0+2) (0+1) (0+0) (0+1) (0+1) | Tyskland Philipp Nawrath Danilo Riethmüller Johannes Kühn Philipp Horn | 1:19.54,0 (0+1) (0+3) (0+1) (0+2) (0+0) (0+0) (0+3) (0+0) |
| Masstart (15 km)     | Endre Strømsheim · Norge                                                  | 38.22,6 (1+0+0+0)                             | Sturla Holm Lægreid · Norge                                               | 38.35,0 (2+0+0+0)                                         | Johannes Thingnes Bø · Norge                                           | 38.35,3 (1+1+2+0)                                         |

### Mixade lag
| Gren                            | Guld                                                               | Guld                                                      | Silver                                                                     | Silver                                                    | Brons                                                                  | Brons                                                     |
| Mixedstafett (4 × 6 km)         | Frankrike Julia Simon Lou Jeanmonnot Éric Perrot Émilien Jacquelin | 1:04.41,5 (0+1) (0+0) (0+0) (0+1) (0+0) (0+0) (0+1) (1+3) | Tjeckien Jessica Jislová Tereza Voborníková Vítězslav Hornig Michal Krčmář | 1:05.55,3 (0+0) (0+1) (0+2) (0+0) (0+0) (0+3) (0+1) (0+2) | Tyskland Selina Grotian Franziska Preuß Philipp Nawrath Justus Strelow | 1:05.59,9 (0+2) (0+2) (0+1) (0+1) (0+2) (0+3) (0+0) (0+0) |
| Singelmixedstafett (6 + 7,5 km) | Frankrike Julia Simon Quentin Fillon Maillet                       | 35.25,1 (0+0) (0+0) (0+1) (0+2) (0+2) (0+1) (0+0) (0+1)   | Norge Ragnhild Femsteinevik Johannes Thingnes Bø                           | 35.30,8 (0+3) (0+2) (0+2) (0+1) (0+1) (0+2) (0+1) (0+3)   | Tyskland Franziska Preuß Justus Strelow                                | 35.33,4 (0+0) (0+2) (0+0) (0+0) (0+1) (0+0) (0+0) (0+1)   |

## Medaljtabell
*   Värdland ( Schweiz)
| Nr                  | Nation              | Guld | Silver | Brons | Totalt |
| ------------------- | ------------------- | ---- | ------ | ----- | ------ |
| 1                   | Frankrike           | 6    | 2      | 5     | 13     |
| 2                   | Norge               | 4    | 3      | 2     | 9      |
| 3                   | Sverige             | 1    | 2      | 1     | 4      |
| 4                   | Tyskland            | 1    | 1      | 3     | 5      |
| 5                   | USA                 | 0    | 2      | 0     | 2      |
| 6                   | Italien             | 0    | 1      | 0     | 1      |
| 6                   | Tjeckien            | 0    | 1      | 0     | 1      |
| 8                   | Finland             | 0    | 0      | 1     | 1      |
| Totalt (8 nationer) | Totalt (8 nationer) | 12   | 12     | 12    | 36     |